# Castàlia (nimfa)
Segons la mitologia grega, Castàlia (en grec antic: Κασταλία) va ser una nimfa del Parnàs associada a la font Castàlia. Perseguida per Apol·lo vora el seu santuari, per evitar que l'atrapés es va llançar a la font que perpetua el seu nom, i a partir d'aleshores aquella font va ser consagrada a Apol·lo i les muses, i les seues aigües s'empraven per a les purificacions rituals del santuari de Delfos. També es creia que les aigües de la font tenien la virtut d'inspirar la poesia.
Segons una altra llegenda que recull Pausànias, Castàlia va ser filla d'Aqueloos i es va casar amb el rei de Delfos amb el que va tenir un fill, Castali, que, quan el seu pare va morir, va heretar el regne.